# گونیاتسی، اوسچینا
گونیاتسی (به صربی: Gunjaci) یک روستا در صربستان است که در اوبرنوواتس واقع شده‌است.